# 方浜興

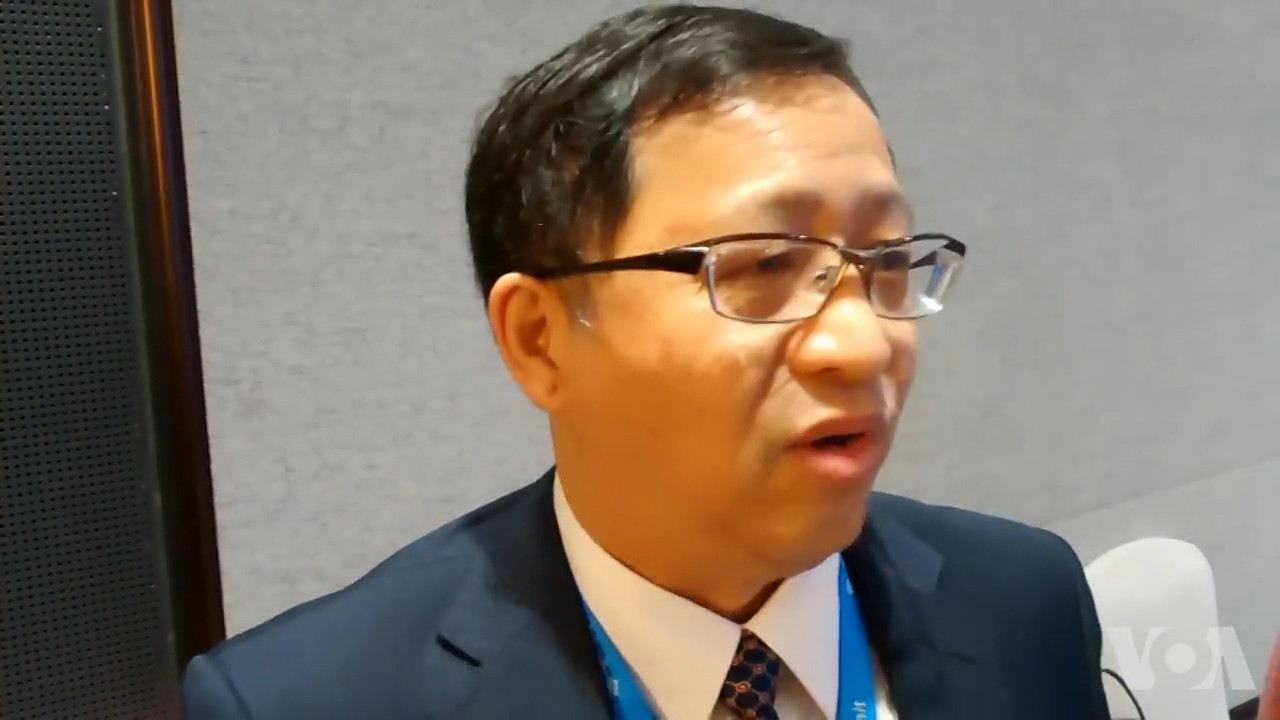
「中国のグレート・ファイアウォールの父」方浜興

方浜興（ほうひんこう、中国語: 方滨兴＝ファンビンシン、1960年7月17日 - ）は、中国北京郵電大学の元学長で、中国のネット検閲への多大な貢献でも知られており、「中国のグレート・ファイアウォールの父」と呼ばれている。

## 生涯
方浜興は1960年7月17日に黒竜江省ハルビン市で生まれた。ハルビン工業大学で学び、そこでコンピューター・サイエンスの博士号を取得し、講師を務めた。1999年には、中国国家コンピューター・ネットワーク緊急対応技術チーム/調整センターで副主任エンジニアとして働き始めた。 2000年からはチーフエンジニア兼ディレクターを務めている。この役職で、グレート・ファイアウォールとして知られるようになったフィルタリングおよびブロック技術の開発を監督したので、そのため彼は「中国のグレート・ファイアウォールの父」と呼ばれている。
方浜興はメディアでグレート・ファイアウォールを擁護し、それは「生まれたばかりの未知のものに対する自然な反応」であり、ウェブ検閲は「世界中でも共通の現象」であると述べた。彼は2010年3月に中国中央テレビに出演して、Googleがリューメンなどの検閲を行っていると非難した。
方浜興は、重慶市で薄煕来が党書記の時に、大規模な電子監視活動の創設に貢献した。このシステムには、インターネット通信の盗聴、盗聴、監視が含まれていた。
2013年7月、「グレート・ファイアウォールの父」方浜興は、北京郵電大学学長を辞任した。
2016年4月、大規模な中国代表団を率いてロシアのモスクワでコンスタンチン・マロフェーエフが開催したネット政策に関する会議に参加した。2023年に中国のネット検閲の専門家がこの会議以降、ウラジミール・プーチン政権関係者の要請に応じてロシアのネット検閲で技術的に協力してきたことを示す非公開の文書と録音の記録が報じられている。

## いくつかの事件

### 襲撃を受ける
2011年5月19日朝、ネチズンたちは「方浜興が午後、武漢大学コンピューター・サイエンス学部B棟4階に現れる」とツイートし、すぐにインターネット上で方浜興を攻撃する「報奨金」キャンペーンが開始された。その日の午後、方浜興が武漢大学教育ビルでバスから降りたところ、後ろから靴投げ事件に遭遇した。報道によると、現場では「小湖北」（華中科技大学の学生・寒君依）が卵を用意しており、まず方斌興に卵を投げつけたが、失敗したという。すると、この学生が靴を脱いで彼に投げつけ、最初の靴は方浜興に当たったが、もう一方の靴は男女2人に阻まれた。その後、華中科技大学と武漢大学はこの問題を控えめに処理し、責任のある学生は逮捕されず、裁判にかけられなかった。しかし、この件はすでにネット上で広く拡散されている。 国営新華社通信社の子会社である新華網も雲南情報通信の報道を転載した。CNNとの独占インタビューで、このニュースを投稿したネチズンは、「彼（方浜興）の行為に不満だ。無料でアクセスできるはずのウェブサイトにアクセスするために不必要なお金を使わせた...彼は私にとってインターネットサーフィンを非常に不便にしている。」と語った。

### 自身もグレートファイアウォールをVPNで突破
2016年4月3日、方浜興は優秀な卒業生として母校のハルビン工業大学に戻り、「サイバースペース・セキュリティの定義」と題した講演をした。講演の中で、韓国政府もネットワーク・ファイアウォールを構築したことを引き合いに出し、中国がネットワーク・ファイアウォールを構築する必要性を実証しようとした。しかし、自分の見解を表明する韓国のウェブページが中国グレート・ファイアウォールによってブロックされアクセスできなかったため、方浜興はVPNに接続し、聴衆の前で中国のグレート・ファイアウォールを回避することによってのみ講演を続けることができた。しかし、VPNに接続した後、1分以内に2回接続が切断されたため、百度でGoogleページのスクリーン・ショットを検索して講演を続けた。こうしたぎこちない状況のため、講演後の質疑応答は行われなかった。

## 参照項目
- 金盾